# Suore del Cuore Immacolato di Maria (Porto Alegre)
Le suore del Cuore Immacolato di Maria (in portoghese Irmãs do Coração Imaculado de Maria) sono un istituto religioso femminile di diritto pontificio: le suore di questa congregazione pospongono al loro nome la sigla I.C.M.

## Storia
La congregazione venne fondata a Vienna l'8 maggio 1843 da Barbara Maix (1818-1873) con il consenso dell'arcivescovo Vinzenz Eduard Milde.
Nel 1848 la Maix su trasferì con 21 consorelle a Rio de Janeiro e l'8 maggio 1849 il vescovo Manoel de Monte Rodrigues accordò alla compagnia l'erezione canonica in congregazione religiosa.
La casa madre nel 1856 venne trasferita a Porto Alegre; l'istituto ha ricevuto il pontificio decreto di lode il 14 marzo 1932.
La fondatrice, in religione Maria Barbara della Santissima Trinità, è stata proclamata beata a Porto Alegre il 6 novembre 2010.

## Attività e diffusione
Le suore del Cuore Immacolato di Maria si dedicano prevalentemente all'istruzione della gioventù ma operano anche negli ospedali e nelle parrocchie.
Oltre che in Brasile, le religiose dell'istituto operano in Argentina, Bolivia, Haiti, Italia, Mozambico, Paraguay, Stati Uniti d'America e Venezuela; la sede generalizia è a Porto Alegre.
Al 31 dicembre 2008 la congregazione contava 859 suore in 147 case.